# فيكتوريا كانال
فيكتوريا كانال (بالإنجليزية: Victoria Canal)؛ هي مغنية وكاتبة أغاني إسبانية، الأمريكية، كان أول ظهور لها من خلال ألبوم (بالإنجليزية: Into the Pull)‏" الذي أطلق في 29 من كانون الثاني 2016.